# 윌래밋강

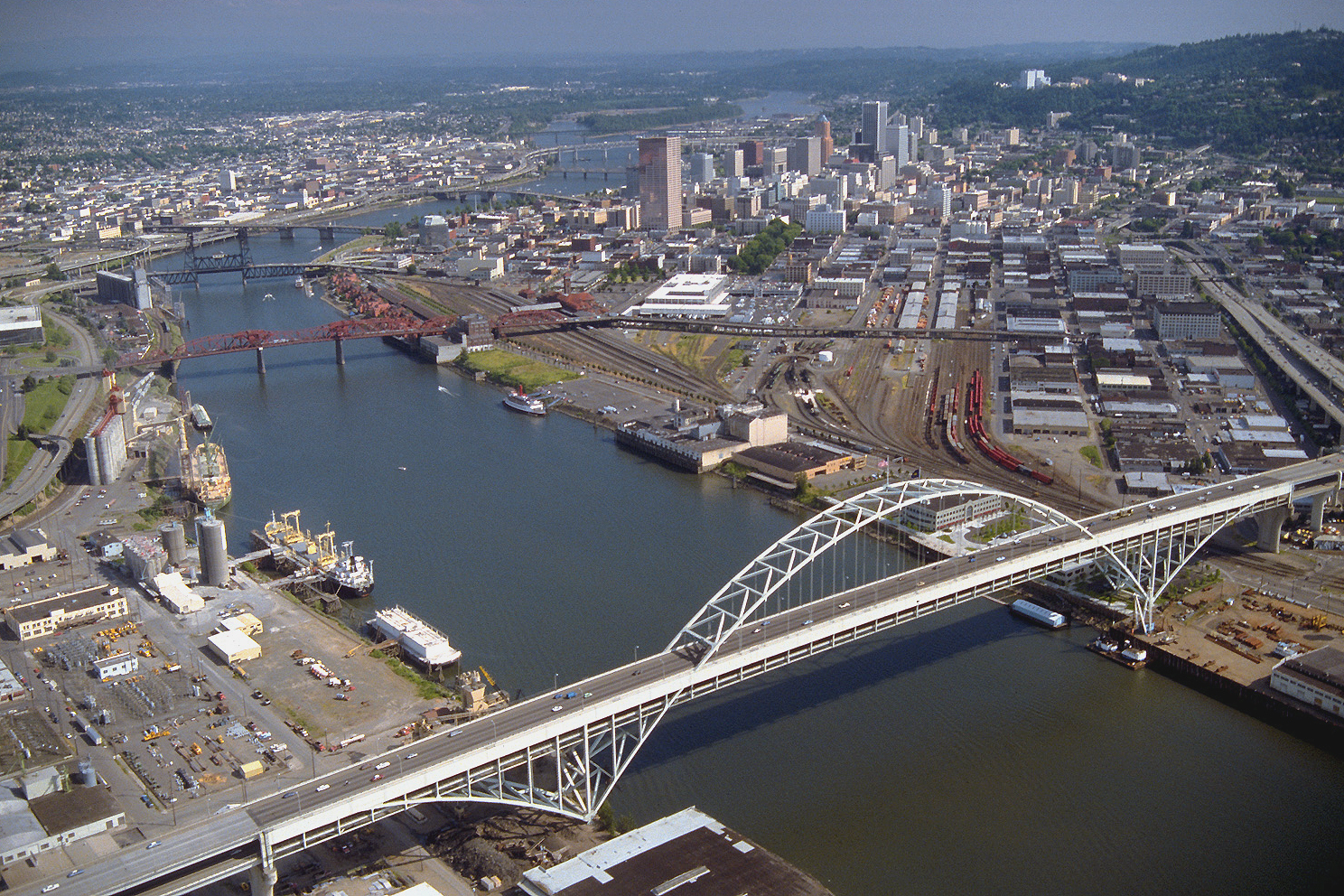

윌래밋강(영어: Willamette River)은 미국 오리건주 북서부에 위치한 포틀랜드 및 세일럼을 흐르는 강이다. 컬럼비아 강의 지류이며, 길이는 187 마일 (301Km)에 이른다.